# Нічна зміна (телесеріал)
«Нічна зміна» (англ. The Night Shift) — американський телесеріал, медична драма, яка транслювалася на каналі NBC з 27 травня 2014 року по 31 серпня 2017 року. Серіал був створений Гейбом Саксом і Джеффом Джудою та розповідає про життя персоналу, який працює в нічну зміну у відділенні швидкої допомоги в лікарні Сан-Антоніо. 13 жовтня 2017 NBC скасував серіал після чотирьох сезонів (45 епізодів).

## Опис
Серіал розповідає історію колишніх військових лікарів, які намагаються адаптуватися до цивільного життя, працюючи в нічну зміну в лікарні Сан-Антоніо. Вони пережили багато трагедій під час війни, стали свідками невимовного страждання людей. Головні персонажі шоу відрізняються один від одного за характером, але кожен з них є професіоналом з міцними нервами та впевненістю у своїх здібностях.

## Акторський склад

### Основний
- Овен Макен — доктор Ті Сі (Томас Чарльз) Каллаган, колишній армійський лікар і рейнджер із Балтімора.
- Джилл Флінт — доктор Джордан Александер, колишня дівчина Ті Сі, начальник нічної зміни швидкої допомоги.
- Кен Люн — доктор Тофер (Крістофер) Зіа (1-3 сезони), колишній військовий лікар, давній друг Ті Сі, начальник зміни у другому сезоні.
- Брендан Фер — доктор Дрю (Ендрю) Елістер, армійський лікар, головний ординатор, гомосексуал.
- Роберт Бейлі молодший — доктор Пол Каммінгс, ординатор першого курсу хірургії, випускник Колумбійського університету, який намагається вийти з тіні свого знаменитого батька.
- Джиненн Гуссен — доктор Кріста Белл-Гарт (1-2 сезони), перший рік хірургічної ординатури, була закохана в Дрю.
- Джей Ар Лемон — медбрат Кенні Форнетт, колишня зірка шкільного футболу, популярний серед жіночого персоналу лікарні.
- Фредді Родрігес — доктор Майкл Рагоза (1-2 сезони), адміністратор лікарні, потім ординатор.
- Даніелла Алонсо — доктор Ландрі де ла Крус, психолог лікарні.
- Скотт Вулф — доктор Скотт Клемменс, хірург-травматолог, бореться з алкоголізмом.
- Таная Бітті — доктор Шеннон Рівера (3-4 сезони), лікарка індіанського походження.

## Сприйняття
Брайан Лоурі з журналу Variety сказав: "Нічна зміна - це все ще жахливо слабкий прорив у творчому плані". Девід Гінклі з New York Daily News дав серіалу три зірки з п'яти.